# 2008年夏季奥林匹克运动会百慕大代表团
2008年夏季奧林匹克運動會百慕大代表團參加2008年8月8日至8月24日在中國北京舉行的第29屆奧運會。代表團由百慕大奧林匹克委員會派出。

## 田径
| 运动员       | 项目     | 第1轮 | 第1轮 | 决赛   | 决赛   |
| 运动员       | 项目     | 结果  | 名次  | 结果   | 名次   |
| ------------ | -------- | ----- | ----- | ------ | ------ |
| 泰隆·史密斯  | 男子跳远 | 7.91  | 15    | 未晋级 | 未晋级 |
| Arantxa King | 女子跳远 | 6.01  | 36    | 未晋级 | 未晋级 |

## 游泳
- 女子：
  - Kiera Aitken（100米背泳）
- 男子：
  - Roy Allen Burch（100米自由泳）

## 馬術
- Jillian Terciera（障礙賽）

## 鐵人三項
- 女子：
  - 弗洛拉·达菲